# Simon Adingra
Simon Adingra (Yamusukro, 1 de enero de 2002) es un futbolista marfileño que juega de delantero en el Sunderland A. F. C. de la Premier League.

## Trayectoria
Exjugador de la Right to Dream Academy, se incorporó al club danés F. C. Nordsjælland en enero de 2020. Debutó como profesional el 18 de abril de 2021 en un empate de liga 2-2 contra el F. C. Copenhague. Sustituyó a Ivan Mesík en el minuto 68 del partido y acabó marcando el segundo gol de su equipo.
El 24 de junio de 2022 fue transferido al Brighton & Hove Albion F. C. de la Premier League, firmando un contrato de cuatro años. Diez días después, se unió al Royale Union Saint-Gilloise en calidad de cedido para la temporada 2022-23. Tras la misma volvió a Inglaterra y disputó 73 partidos en los dos años posteriores.
El 10 de julio de 2025 se anunció su fichaje por el Sunderland A. F. C. para las siguientes cinco campañas.

## Estadísticas

### Clubes
Actualizado al último partido disputado el 27 de diciembre de 2024.
| Club                                    | Div.          | Temporada     | Liga  | Liga  | Liga   | Copas nacionales | Copas nacionales | Copas nacionales | Copas internacionales | Copas internacionales | Copas internacionales | Total | Total | Total  |
| Club                                    | Div.          | Temporada     | Part. | Goles | Asist. | Part.            | Goles            | Asist.           | Part.                 | Goles                 | Asist.                | Part. | Goles | Asist. |
| --------------------------------------- | ------------- | ------------- | ----- | ----- | ------ | ---------------- | ---------------- | ---------------- | --------------------- | --------------------- | --------------------- | ----- | ----- | ------ |
| F. C. Nordsjælland Dinamarca            | 1.ª           | 2020-21       | 7     | 2     | 0      | 0                | 0                | 0                | ―                     | ―                     | ―                     | 7     | 2     | 0      |
| F. C. Nordsjælland Dinamarca            | 1.ª           | 2021-22       | 31    | 9     | 4      | 2                | 1                | 0                | ―                     | ―                     | ―                     | 33    | 10    | 4      |
| F. C. Nordsjælland Dinamarca            | Total club    | Total club    | 38    | 11    | 4      | 2                | 1                | 0                | 0                     | 0                     | 0                     | 40    | 12    | 4      |
| Royale Union Saint-Gilloise · Bélgica   | 1.ª           | 2022-23       | 36    | 12    | 9      | 4                | 3                | 1                | 11                    | 0                     | 3                     | 51    | 15    | 13     |
| Royale Union Saint-Gilloise · Bélgica   | Total club    | Total club    | 36    | 12    | 9      | 4                | 3                | 1                | 11                    | 0                     | 3                     | 51    | 15    | 13     |
| Brighton & Hove Albion F. C. Inglaterra | 1.ª           | 2023-24       | 31    | 6     | 1      | 1                | 0                | 0                | 8                     | 1                     | 2                     | 40    | 7     | 3      |
| Brighton & Hove Albion F. C. Inglaterra | 1.ª           | 2024-25       | 12    | 1     | 1      | 3                | 3                | 0                | —                     | —                     | —                     | 15    | 4     | 1      |
| Brighton & Hove Albion F. C. Inglaterra | Total club    | Total club    | 43    | 7     | 2      | 4                | 3                | 0                | 8                     | 1                     | 2                     | 55    | 11    | 4      |
| Total carrera                           | Total carrera | Total carrera | 117   | 30    | 15     | 10               | 7                | 1                | 19                    | 1                     | 5                     | 147   | 38    | 21     |

## Palmarés

### Títulos internacionales
| Título                    | Equipo                       | Sede            | Año  |
| ------------------------- | ---------------------------- | --------------- | ---- |
| Copa Africana de Naciones | Selección de Costa de Marfil | Costa de Marfil | 2023 |